# Elim Chan

Elim Chan (en chinois : 陳以琳; née à Hong Kong le 18 novembre 1986) est cheffe d’orchestre. Chan est cheffe principale de l’Antwerp Symphony Orchestra depuis la saison de concerts 2019-2020 et cheffe invitée régulière de l’Orchestre national royal d’Écosse depuis la saison 2018-2019,.

## Formation
Elim Chan a chanté dans le Chœur d'enfants de Hong Kong et a commencé le piano à l'âge de six ans. Après avoir obtenu son diplôme de Master en musique au Smith College dans le Massachusetts, elle a ensuite étudié à l’Université du Michigan, où elle a été directrice musicale du Campus Symphony Orchestra de l’Université du Michigan et du Michigan Pops Orchestra. Elle y a obtenu son diplôme de Master et son doctorat en direction d'orchestre et a été diplômée en tant que cheffe d'orchestre en 2014,,. En 2013, Chan a bénéficié de la bourse de direction d'orchestre Bruno Walter. En 2015, elle a suivi les masterclasses de Bernard Haitink à Lucerne.

## Carrière musicale
Elim Chan a été en 2014 la première finaliste féminine du concours de direction d'orchestre Donatella Flick. Cette performance lui a valu un poste de cheffe assistante au prestigieux Orchestre Symphonique de Londres en 2015-2016. Pendant la saison 2016-2017, elle a été admise au programme Dudamel Fellowship à l’Orchestre Philharmonique de Los Angeles,,.
En 2018-2019, Chan est devenu cheffe invitée principale de l’Orchestre national royal d’Écosse, succédant à Thomas Søndergård,. 
Depuis la saison 2019-2020, Chan est la cheffe principale de l’Antwerp Symphony Orchestra, en résidence permanente dans la salle Reine Élisabeth d'Anvers. Sur les traces d’Edo de Waart et de Jaap van Zweden, entre autres, Chan est le plus jeune chef principal que l'Orchestre symphonique d'Anvers ait jamais eu.
En outre, Chan a été cheffe d'orchestre invitée par l'Orchestre du Théâtre Mariinsky, l’Orchestre Philharmonique de Hong Kong, l’Orchestre Symphonique de Londres, l’Orchestre Royal du Concertgebouw, l’Orchestre Philharmonique de Luxembourg, l’Orchestre Philharmonia, l’Orchestre philharmonique royal de Liverpool, l'Orchestre symphonique de la Radio de Francfort, l’Orchestre National de Lyon, l’Orchestre philharmonique de Rotterdam, l’Orchestre symphonique de Houston et la Music Academy of the West,,.
Elle a également dirigé l'Orchestre du Centre national des Arts d’Ottawa et l'Orchestre de la Francophonie dans le cadre de l'Institut estival de musique du CNA en 2012, où elle a travaillé avec Pinchas Zukerman. Elle a participé au festival Musical Olympus de Saint-Pétersbourg et a suivi des ateliers avec l’Orchestre du Festival Cabrillo et l’Orchestre symphonique de Baltimore (avec Marin Alsop, Gerard Schwarz et Gustav Meier),.

## Vie privée
Elim Chan est fiancée au percussionniste néerlandais Dominique Vleeshouwers, qui a reçu le Nederlandse Muziekprijs en 2020,.